# Caiongo
Caiongo é uma vila e comuna angolana que se localiza na província de Uíge, pertencente ao município de Cangola.
Anteriormente uma comuna do município do Alto Cauale, em 5 de setembro de 2024 foi transferido para a jurisdição do novo município de Cangola.